# Biblioteca nazionale di Israele
La Biblioteca nazionale d'Israele (in ebraico הספרייה הלאומית‎?, in inglese National Library of Israel, da cui l'acron. "NLI"; in precedenza Jewish National and University Library - JNUL, בית הספרים הלאומי והאוניברסיטאי), è la sede di conservazione archivistica e bibliotecaria israeliana. Essa possiede più di 5 milioni di volumi e si trovava nel campus Givat Ram dell'Università Ebraica di Gerusalemme, ora si trova tra le vie Ruppin e Kaplan.

La Biblioteca Nazionale possiede le più grandi collezioni al mondo di Judaica ed Hebraica, ed è depositaria di molti rari e unici manoscritti e libri.

## Storia

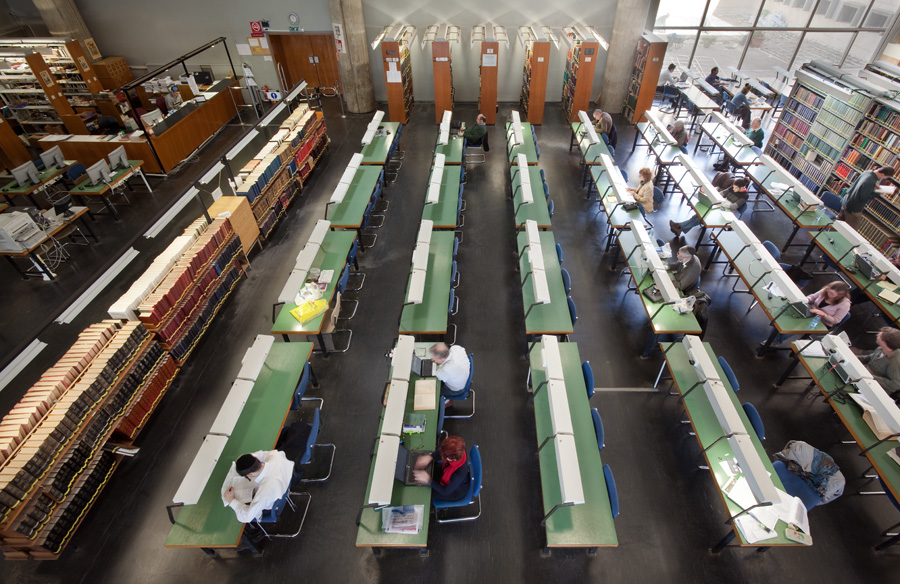
Una sala lettura della Biblioteca nazionale di Israele.

La biblioteca B'nai Brith, fondata a Gerusalemme nel 1892, fu la prima biblioteca pubblica in Palestina ad uso della comunità ebraica. La biblioteca era situata sulla strada B'nai Brith, tra il quartiere Meah Shearim e il Russian Compound. Dieci anni più tardi, la biblioteca Abrabanel Midrash, come era allora conosciuta, si trasferì in Etiopia Street. Nel 1920, quando i piani vennero elaborati dalla Hebrew University, la collezione B'nai Brith divenne la base di una biblioteca universitaria. I libri vennero spostati al Monte Scopus quando l'università venne aperta cinque anni dopo. 
Nel 1948, quando venne bloccato l'accesso al campus universitario del Monte Scopus, la maggior parte dei libri vennero spostati temporaneamente presso l'università della Terra Sancta a Rehavia. A quel punto, la collezione universitaria comprendeva oltre un milione di libri. Per mancanza di spazio, alcuni libri vennero depositati in alcuni magazzini sparsi per la città. Nel 1960 furono trasferiti nel nuovo edificio JNUL a Givat Ram.

Alla fine del 1970, quando il complesso della nuova università sul Monte Scopus venne inaugurato, vennero ospitate le facoltà umanistiche, quelle di giurisprudenza e di scienze sociali oltre alle biblioteche dipartimentali.
Nel 2007 è stata ufficialmente riconosciuta come Biblioteca Nazionale dello Stato di Israele dopo il passaggio della legge sulla Biblioteca Nazionale. La legge, entrata in vigore, dopo ritardi, il 23 luglio 2008, cambiò il nome della libreria in "Biblioteca Nazionale di Israele" e l'ha trasformata temporaneamente in una società controllata dell'Università, con l'intento che in seguito sarebbe divenuta completamente indipendente, congiuntamente di proprietà del governo di Israele (50%), la Hebrew University (25%) e altre organizzazioni.